# Región de Guelmim-Río Nun
Guelmim-Río Nun o Guelmim-Ued Nun (en árabe: كلميم-وادي نون‎; en francés: Guelmim-Oued Noun) es una de las doce regiones de Marruecos. La parte sudeste de la región se encuentra en el territorio en disputa del Sáhara Occidental y una pequeña franja de tierra en esta área es administrada por la República Árabe Saharaui Democrática. La región como un todo cubre un área de 46 108 km² y tenía una población de 433 757 habitantes según el censo marroquí de 2014. La capital de la región es Guelmim.

## Historia
Guelmim-Río Nun se formó en septiembre de 2015 al fusionar la provincia de Sidi Ifni, anteriormente parte de la región de Sus-Masa-Draa, con tres provincias de la antigua región de Guelmim-Esmara.

## Geografía
Guelmim-Río Nun limita con las regiones de Sus-Masa al noreste y El Aaiún-Saguía el-Hamra al sur. Limita al este con la provincia de Tinduf, en Argelia, y al este con la región de Tiris Zemmour, en Mauritania. Bordean su costa atlántica en el noroeste largos tramos de playa virgen. La región está dividida en dos por el curso inferior (generalmente seco) del río Draa, que corre de este a oeste. La capital Guelmim y el río Nun (en árabe: واد نون, Wad Nun) se encuentran en el norte y juntos dan su nombre a la región. Una porción del muro marroquí se encuentra en el extremo sureste de la región: el área al este está bajo el control de la República Árabe Saharaui Democrática.
Guelmim-Río Nun comprende cuatro provincias:
- Provincia de Assa-Zag
- Provincia de Guelmim
- Provincia de Sidi Ifni
- Provincia de Tan-Tan